# Осадченский сельский совет
Осадченский сельский совет (укр. Осадченська сільська рада) — входит в состав
Петропавловского района
Днепропетровской области
Украины.
Административный центр сельского совета находится в 
с. Осадчее.

## Населённые пункты совета
- с. Осадчее
- с. Водяное
- с. Добринька